# روبر لورو
روبر لورو (فرانسوی: Robert Leroux‎؛ زادهٔ ۲۲ اوت ۱۹۶۷) شمشیرباز اهل فرانسه بود.
وی در مسابقات کشوری و بین‌المللی در مجموع برندهٔ ۱ مدال برنز شده‌است.